# 何宇恒
何宇恒（1971年4月11日-）马来西亚电影导演，马来西亚新独立电影运动的先锋之一。著名电影为2006年的《太陽雨》和2009年的《心魔》。

## 生平
他毕业于美国爱荷华州立大学工程系。

## 电影
- 《Min》（2003）
- 《Classrooms》（2003）
- 《雾》（2004）
- 《太陽雨》（2006）
- 《心魔》（2009）[1]
- 《天机泄》 (2011)[2]
- 《Mrs K》（2017）
- 《Kita》（2020，采用Vivo手机拍摄）